# Toma Popov
Toma Junior Popov (Sofía, Bulgaria, 29 de septiembre de 1998) es un deportista francés de origen búlgaro que compite en bádminton, en las modalidades individual y de dobles. Su hermano Christo compite en el mismo deporte.
En los Juegos Europeos de Cracovia 2023 consiguió dos medallas de bronce (individual y dobles). Ganó cuatro medallas en el Campeonato Europeo de Bádminton entre los años 2022 y 2025.

## Palmarés internacional
| Juegos Europeos    | Juegos Europeos        | Juegos Europeos   | Juegos Europeos |
| Año                | Lugar                  | Medalla           | Prueba          |
| ------------------ | ---------------------- | ----------------- | --------------- |
| 2023               | Tarnów (Polonia)       | Medalla de bronce | Individual      |
| 2023               | Tarnów (Polonia)       | Medalla de bronce | Dobles          |
| Campeonato Europeo |                        |                   |                 |
| Año                | Lugar                  | Medalla           | Prueba          |
| 2022               | Madrid (España)        | Medalla de bronce | Individual      |
| 2024               | Saarbrücken (Alemania) | Medalla de plata  | Individual      |
| 2025               | Horsens (Dinamarca)    | Medalla de oro    | Dobles          |
| 2025               | Horsens (Dinamarca)    | Medalla de plata  | Individual      |